# Krętacz
Krętacz – postać z serii Opowieści z Narnii C.S. Lewisa. Pojawia się w siódmej części cyklu, zatytułowanej Ostatnia bitwa.
Mówiący szympans z Narnii, uwielbiał banany i pomarańcze, uważał, że powinno być ich o wiele więcej w Narni. Jest ukazany jako leniwy i egoistyczny, myśli tylko o swojej własnej korzyści. Jego pomagierem był osioł Łamigłówek. Kiedy oboje znaleźli skórę lwa, Krętacz założył ja na Łamigłówka i zmusił go, by udawał Aslana i wydawał rozporządzenia, jakie dla niego byłyby dogodne. By zwiększyć swoją władzą Krętacz sprowadził do Narnii oddziały Kalormeńczyków, za pomocą których rozpoczął tyrańskie rządy. Wykorzystywał ciągle Łamigłówka, by udawał Aslana i jako on od czasu ukazywał się Narnijczyków i uzasadniał jego panowanie. Jednocześnie nie spostrzegł, że sam jest marionetką w rękach Kalormeńczyków. Był bardzo okrutny i despotyczny. Gdy przejął władzę w Narnii, zaczął chodzić w płaszczu i papierowej koronie, a także mówił wszystkim, że nie jest małpą, tylko człowiekiem, zaś wygląda jak małpa z powodu starości. Nakazał w imieniu Aslana sprowadzać sobie banany i pomarańcze, sprzedawać drzewo do Kalormenu, a także wysyłać Narnijczyków do prac w kopalniach Kalormeńczyków. Wmawiał Narnijczykom najróżniejsze kłamstwa, w końcu powiedział, że Tasz i Aslan to jedna i ta sama osoba. Wreszcie ogłosił, że w starej szopie ukrywa się Aslan i ten, kto chce, może tam zajrzeć i z nim porozmawiać, ale to mogą być tylko wybrani, pozostali zaś zginą. Pod szopą doszło do ostatecznej bitwy sił dobra i zła, przedtem jednak Krętacz został wrzucony do szopy przez Tiriana (ostatniego króla Narnii), gdzie pożarł go demon Tasz, którego nieopatrznie przyzwał. 